# Théâtre Semafor

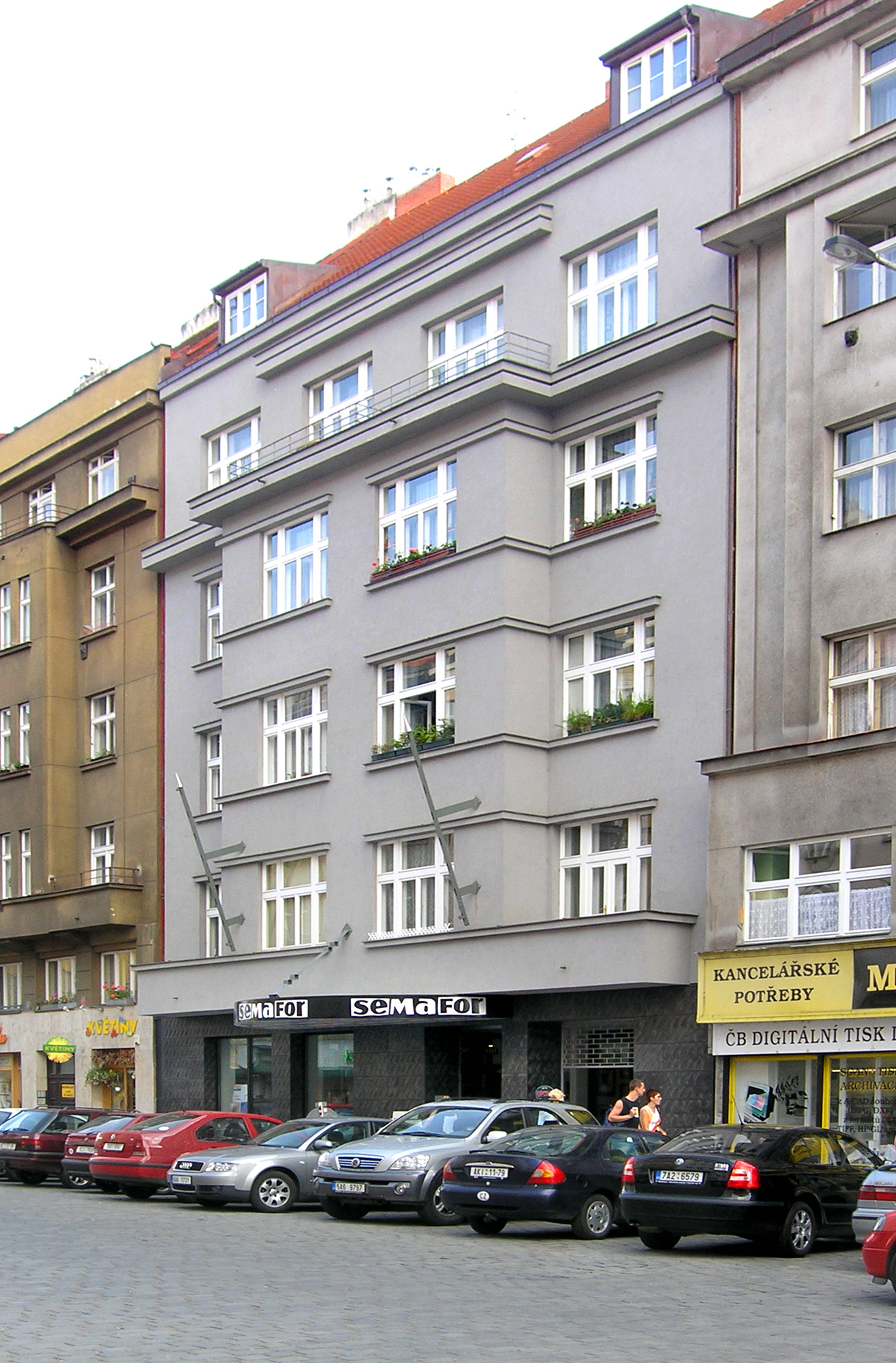
Le théâtre Semafor dans son emplacement actuel.

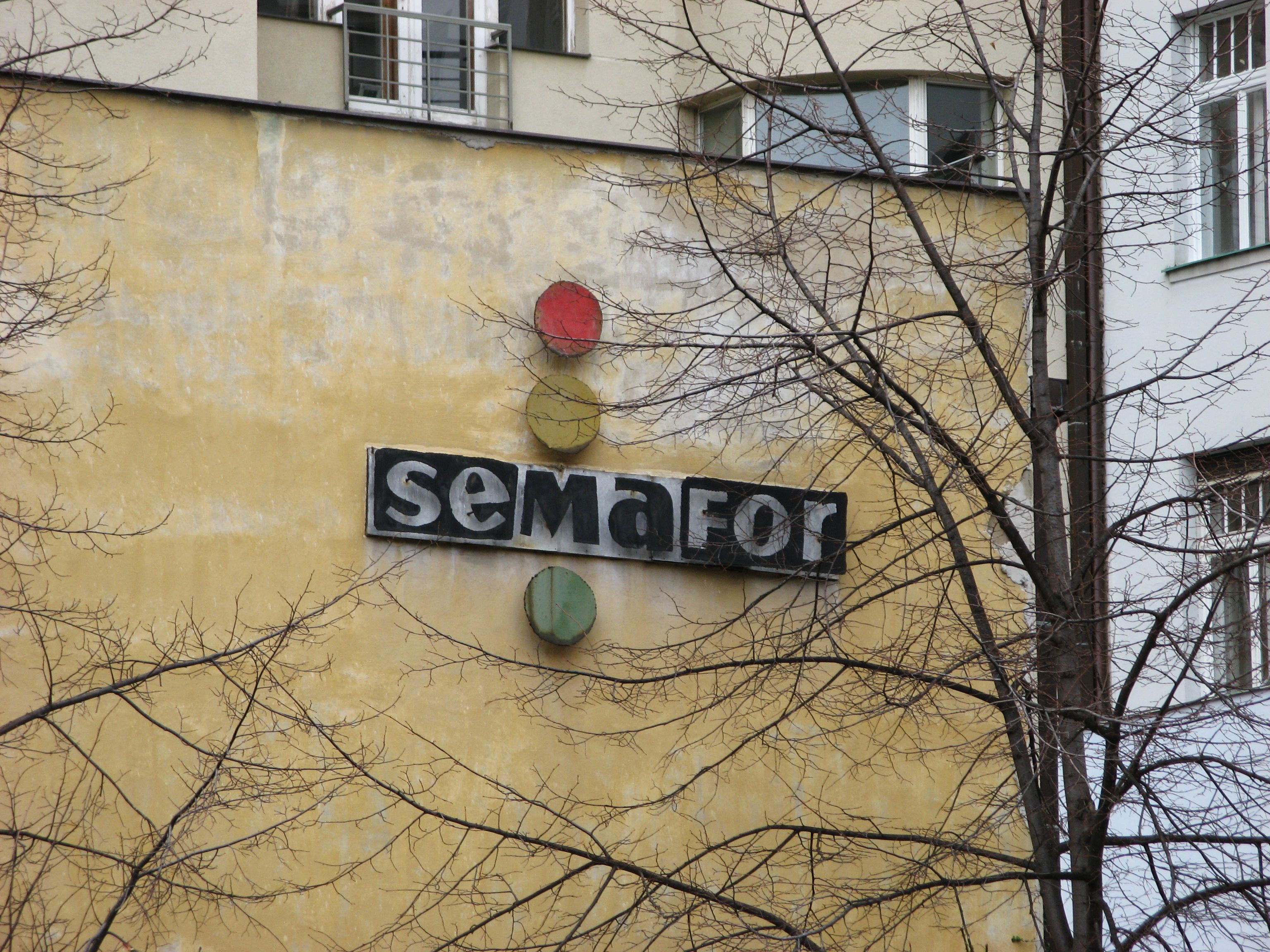
Logo du Semafor sur son ancien lieu, le passage Alfa.

Le théâtre Semafor (acronyme de Sedm Malých Forem, les Sept Petites Formes, formes qui étaient à l'origine le cinéma, la poésie, le jazz, les marionnettes, la danse, le théâtre et la comédie musicale) est un théâtre et cabaret pragois qui fut fondé en 1959 par Jiří Suchý et Jiří Šlitr. C'est dans ce « théâtre-culte » que débutèrent de nombreuses vedettes tchèques telles que Karel Gott, Eva Pilarová, Waldemar Matuška ou bien encore Hana Hegerová.
Pour David Alon, le Semafor a représenté, « durant les années 1960, un démenti constant et irréfutable aux dogmes immuables du régime. Par son ouverture aux styles musicaux occidentaux, par la verve de ses comédies, il ne pouvait être que subversif »
À la suite des inondations de 2002, le théâtre Semafor se retrouva sans lieu et produisit ses spectacles dans d'autres lieux de Prague. Ce n'est qu'en 2005 qu'il inaugura de nouveaux locaux sur l'avenue Dejvicka, au numéro 27. Dans les années 1960, il était situé dans le passage Alfa (aujourd'hui le passage Stýblova), tout près de la place Venceslas.

## Artistes passés par le Semafor
- Jiří Šlitr
- Jiří Grossmann
- Juraj Herz
- Miloslav Šimek
- Pavlína Filipovská
- Zuzana Burianová
- Milena Zahrynowská
- Jana Robbová
- Dagmar Patrasová
- Josef Dvořák (cs)
- Jiří Císler
- Eva Pilarová
- Naďa Urbánková
- Miluše Voborníková
- Jana Malknechtová
- Hana Hegerová
- Petra Janů
- Jiří Helekal
- Karel Černoch
- Waldemar Matuška
- Karel Gott
- Karel Štědrý
- František Ringo Čech
- Miroslav Paleček & Michael Janík
- Jiří Jelínek
- Lucianna Krecarová
- Petr Nárožný
- Pavel Sedláček
- Ferdinand Havlík
- Miroslav Balcar
- Petra Černocká
- Bohumil Hrabal[6]